# Symfonie nr. 4 (Weinberg)
De Russische componist Mieczysław Weinberg voltooide zijn Symfonie nr. 4 opus 61 in 1957; hij bewerkte het daarna in 1961. Deze bewerking bestond voornamelijk, door de twee middendelen in volgorde te wijzigen.

## Geschiedenis
Men kon in de Sovjet-Unie vrijer componeren in die tijden, de druk was door het overlijden van Jozef Stalin van de ketel. Voor Weinberg was de ellende echter nog niet voorbij. Zijn gehele leven was hij slachtoffer van antisemitisme. Daarbij had hij de pech constant in de schaduw te staan van Dmitri Sjostakovitsj, die voor de Sovjet-autoriteiten haast onaantastbaar was gezien zijn bekendheid in het Westen. Weinberg had dat voordeel niet. Beide componisten trokken wel veel met elkaar op of dat nu lag aan hun gezamenlijke geloof of compositiestijl. In deze vierde symfonie is de invloed van Sjostakovitsj duidelijk te horen, maar feit is dat de beïnvloeding over en weer plaatsvond. Sjostakovitsj wijzigde zijn vierde strijkkwartet op aanraden van zijn vriend.
Een andere zaak die de populariteit in de weg zat, is het feit dat de symfonie opgedragen is aan Revol Boenin. Was het lot van Weinberg niet al te vrolijk, dat van Boenin was haast ondraaglijk. Genoemd naar de Russische Revolutie kreeg Boenin te maken met de opruiming, die Stalin doorvoerde om aan de alleenheerschappij te komen. Boenin werd daarbij gedwongen om muziek te schrijven, waarbij de eer naar een ander (minder getalenteerde) componist ging.
De eerste uitvoering moest vier jaar op zich laten wachten; op 16 oktober 1961 ging de symfonie in première in het Conservatorium van Moskou, door het Filharmonisch Orkest van Moskou onder leiding van Kirill Kondrasjin. De naam Kondrasjin verdween uit de geschiedkundige vastlegging vanwege zijn vlucht naar het Westen.

## Muziek
De muziek vertoont overeenkomsten met die van Sjostakovitsj, maar klinkt niet zo zwaar op de maag als die van zijn vriend. Deel 1 is een toccata in sonatevorm; het wordt gevolgd door een stemmige serenade, een intermezzo; de finale is een rondo. Weinberg verweefde zowel Poolse en Russische volksmuziek in deze symfonie.

### Delen
De delen waren in eerste instantie naar de muzieksoort genoemd als boven vermeld; later verwijderde Weinberg deze titels en bleven alleen de tempoaanduidingen over:
1. Allegro (circa 8 minuten)
2. Allegretto (6)
3. Adagio – Andantino (8)
4. Vivace (7)

### Orkestratie
- 3 dwarsfluiten, 3 hobo's, 3 klarinetten, 3 fagotten
- 4 hoorns, 3 trompetten, 3 trombones, 1 tuba
- 1 stel pauken, 2 man / vrouw percussie waaronder een xylofoon; 1 harp
- violen, altviolen, celli, contrabassen

## Discografie
- Uitgave Chandos: Pools Nationaal Radio-orkest, Katowice o.l.v. Gabriel Chmura; opname februari 2004
- Uitgave Olympia Compact Discs Ltd. / Melodya: Moskou Filharmonisch Orkest o.l.v. Kondrasjin; opname 1974

Nr. 1 · Nr. 2 · Nr. 3 · Nr. 4 · Nr. 5 · Nr. 6 · Nr. 7 · Nr. 8 · Nr. 9 · Nr. 10 · Nr. 11 · Nr. 12 · Nr. 13 · Nr. 14 · Nr. 15 · Nr. 16 · Nr. 17 · Nr. 18 · Nr. 19 · Nr. 20 · Nr. 21 · Nr. 22